# 布央人
布央人是一个中国未识别民族，大约2000人左右，分布在云南省文山县和广西壮族自治区的那坡县。他们与拉哈族、布标族、仡佬族和拉基族比有血缘关系。
布央人的母语是布央语，是仡央语群下面的一种语言。但是今天不少布央人已经改说壮语或者西南官话了。生活在云南省境内的布央人被归为壮族，生活在广西壮族自治区境内的布央人被归为瑶族。